# Vukovci, Podgorica
Vukovci este un sat din municipiul Podgorica, Muntenegru. Conform datelor de la recensământul din 2003, localitatea are 426 de locuitori (la recensământul din 1991 erau 376 de locuitori).

## Demografie
În satul Vukovci locuiesc 302 persoane adulte, iar vârsta medie a populației este de 34,4 de ani (34,4 la bărbați și 34,5 la femei). În localitate sunt 98 de gospodării, iar numărul mediu de membri în gospodărie este de 4,35.
|  |

| Demografie | Demografie | Demografie |
| An         | Locuitori  | Locuitori  |
| ---------- | ---------- | ---------- |
|            |            |            |
|            |            |            |
|            |            |            |
|            |            |            |
| 1948       | 541        |            |
| 1953       | 454        |            |
| 1961       | 415        |            |
| 1971       | 431        |            |
| 1981       | 407        |            |
| 1991       | 376        | 373        |
| 2003       | 429        | 426        |

| \| Componența etnică conform recensământului din 2003[2] \| Componența etnică conform recensământului din 2003[2] \| Componența etnică conform recensământului din 2003[2] \| Componența etnică conform recensământului din 2003[2] \| Componența etnică conform recensământului din 2003[2] \| \| ----------------------------------------------------- \| ----------------------------------------------------- \| ----------------------------------------------------- \| ----------------------------------------------------- \| ----------------------------------------------------- \| \| \| \| \| \| \| \| Muntenegreni \| Muntenegreni \| \| 346 \| 81,22% \| \| Sârbi \| Sârbi \| \| 74 \| 17,37% \| \| Romi \| Romi \| \| 1 \| 0,23% \| \| necunoscută \| necunoscută \| \| 1 \| 0,23% \| |              |  |     |        |
| Componența etnică conform recensământului din 2003 |              |  |     |        |
| |              |  |     |        |
| Muntenegreni | Muntenegreni |  | 346 | 81,22% |
| Sârbi | Sârbi        |  | 74  | 17,37% |
| Romi | Romi         |  | 1   | 0,23%  |
| necunoscută | necunoscută  |  | 1   | 0,23%  |